# Masia del Roca
La Masia del Roca és una masia abandonada i enrunada del municipi d'Òdena, a la comarca catalana de l'Anoia. A la finca hi ha un jaciment romà del qual s'ha reaprofitat una part del material per a l'estructura de la masia.